# إزالة الغابات في مدغشقر

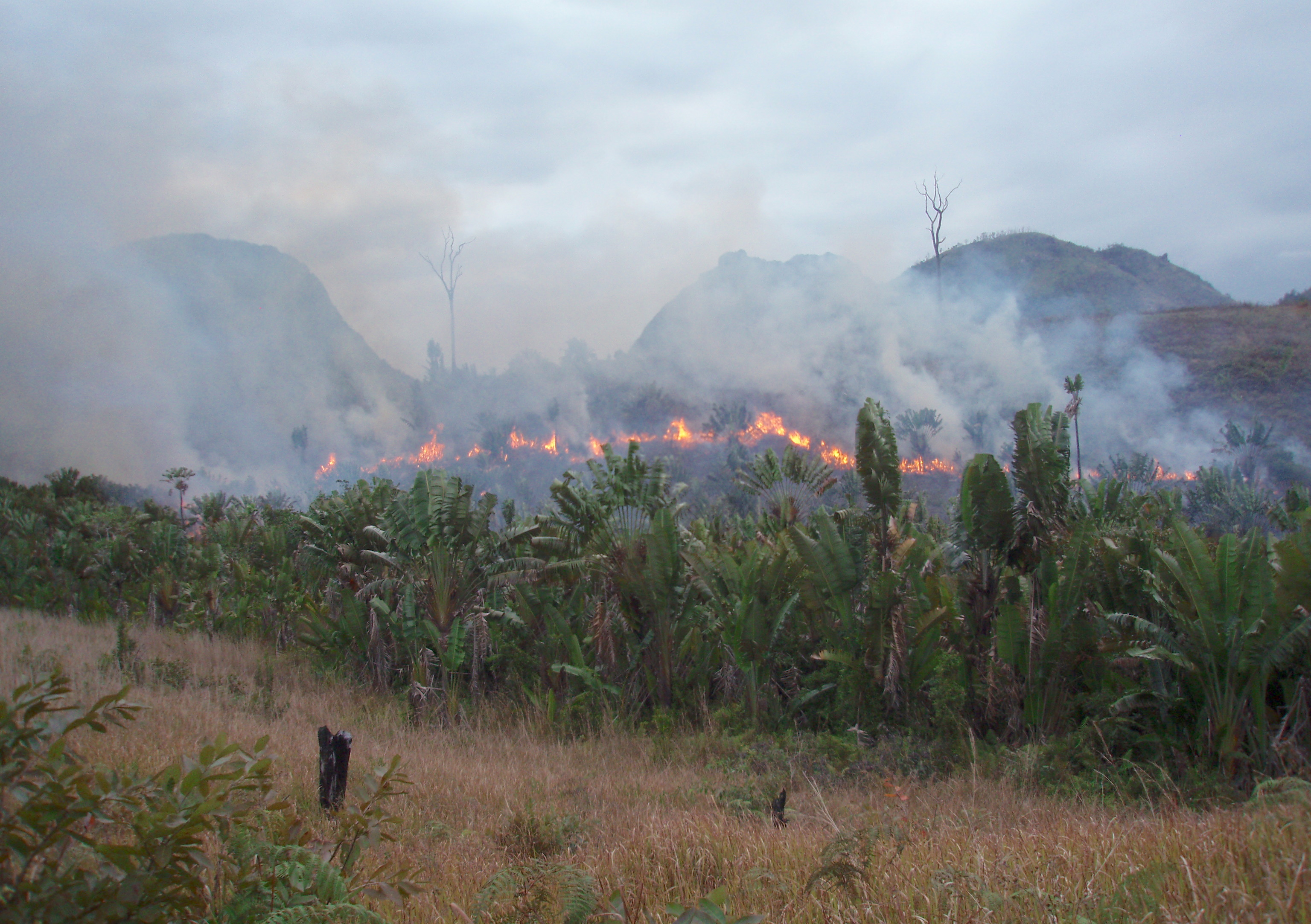
ممارسة القطع والحرق في المنطقة الواقعة غربي مانانتينينا من الجزيرة.

إزالة الغابات أو الزَّحْرَجة في مدغشقر هو قضية بيئية مستمرة، ينتج عنها توفر أراضي زراعية أو رعوية، ولكنها يمكن أن تؤدي أيضًا إلى التصحر وتدهور موارد المياه واختلال التنوع الحيوي وفقدان المواطن الطبيعية للحيوانات وفقدان التربة.
ذكرت تقارير أن مدغشقر فقدت 80 أو 90٪ من الغطاء الغابوي «الأصلي» أو «ما قبل البشر»، لكن هذا الادعاء صعب إثباته ولا تدعمه الأدلة. الأمر المؤكد هو أن وصول البشر إلى مدغشقر منذ حوالي 2000 سنة ابتدأ عمليات إشعال النار والزراعة وقطع الأشجار والرعي التي أدت إلى تقليل الغطاء الغابوي. ساهم الاستغلال الصناعي للغابات خلال حكم ملكية مرينا والاستعمار الفرنسي في خسارة الغابات. تشير الأدلة من التصوير الجوي والاستشعار عن بعد إلى أنه بحلول عام 2000، فقد حوالي 40٪ إلى 50٪ من الغطاء الغابوي الموجود في عام 1950. تشمل البقع الحالية لإزالة الغابات المناطق الجافة في الجنوب الغربي التي تتحول لزراعة الذرة والغابات المطيرة في الشمال الشرقي المستغلة من أجل الأخشاب الصلبة الاستوائية.
تشمل الأسباب الرئيسية لفقدان الغابات القطع والحرق للحصول على الأراضي الزراعية (وهي ممارسة معروفة محليًا باسم تافي tavy) والمراعي، والقطع الانتقائي للأخشاب الثمينة أو مواد البناء، وجمع حطب الوقود (بما في ذلك إنتاج الفحم)، وفي مواقع معينة تطهير الغابات للتعدين.

## تاريخ إزالة الغابات في مدغشقر

### قديمًا
أثرت إزالة الغابات في مدغشقر بسبب التدخل البشري في البداية على غابات المرتفعات منذ عام 600 ميلادية إثر إقامة المستوطنين الإندونيسيين لحقول عن طريق حرق الأراضي. يمثل إنشاء الحقول بشكل بطيء طريقة زراعة تمارس من قِبل البشر في جميع أنحاء العالم لأكثر من 12000 عام من خلال تقنية القطع والحرق التي تعمل على تنظيف المنطقة استعدادًا لنمو المحاصيل. شوهدت زيادة في معدل إزالة الغابات في حوالي عام 1000 ميلادية مع إدخال الماشية من أفريقيا، ما أجبر سكان جزر الملغاشية على توسيع مناطق الرعي في أراضيهم. وتشير السجلات التاريخية إلى الأهمية التي أحدثها هذا التأثير مع اختفاء معظم غابات المرتفعات في مدغشقر بحلول عام 1600 ميلادي. حاول الحكام الفرنسيون الحفاظ على غابات مدغشقر في وضع اللوائح البيئية، وهي الأولى التي شوهدت في عام 1881 عندما فرضت الملكة رانافالونا الثانية حظرًا على استخدام تقنيات القطع والحرق في الزراعة. هدفت هذه الجهود إلى حماية مستقبل الغابات المطيرة في البلاد، ومع ذلك، فقد قُدر أن أكثر من 80 في المئة من غابات مدغشقر الأصلية قد مُحيت مع نصف هذه الخسارة التي حدثت منذ أواخر 1950.

### حديثًا
لم توثّق التقديرات الأولية لإزالة الغابات في مدغشقر حتى استخدام البيانات المسجلة على مدى 35 عامًا من مجموعة من الصور الفوتوغرافية الجوية والتي التقطت في عام 1950. وفي الآونة الأخيرة، استخدمت البيانات المستقاة من صور الأقمار الصناعية المتوفرة منذ عام 1972 لمعرفة مدى إزالة الغابات المطيرة في المناطق الشرقية من مدغشقر. بحلول عام 1985، ظل 50 في المئة فقط من مساحة 7.6 مليون هكتار التي كانت موجودة في عام 1950 بمعدل متوسط لإزالة الغابات يتجاوز 111000 هكتار في العام. وبحلول عام 2005، شهدت البلاد ما مجموعه 854000 هكتار من الغابات المفقودة منذ عام 1990. ومنذ أول دليل على الاحتلال البشري قبل أقل من 2000 عام، زاد عدد سكان جزيرة مدغشقر في عام 2002 إلى حوالي 12 مليون شخص (ماكونيل، 2002). ولا تزال الحرائق الزراعية وتراجع وتآكل التربة يسهمان في تدهور الاستقرار البيئي للبلدان الذي يعوق إعادة نمو الغابات. ووفقًا للبيانات الحديثة التي أُجريت خلال الفترة 2001 - 2012، يستمر معدل فقدان الغابات في مدغشقر في الازدياد.